# Aspidophorodon sinisalicis
Aspidophorodon sinisalicis är en insektsart. Aspidophorodon sinisalicis ingår i släktet Aspidophorodon och familjen långrörsbladlöss. Inga underarter finns listade i Catalogue of Life.